# Montagnes Noires (Haïti)
De Montagnes Noires ("Zwarte Bergen") vormen een bergketen in het centrale gedeelte van Haïti. De hoogte varieert van 600 tot 1793 meter. In het noordwesten komt deze bergketen samen met het Massif du Nord. De bergketen is voor een groot gedeelte opgebouwd uit kalksteen. In de bergen heeft grootschalige ontbossing plaatsgevonden.